# Култура Белен
Културата Белен (на испански: Cultura Belén) е археологическа култура, съществувала на териториите на департаментите Белен и Тиногаста в аржентинската провинции Катамарка, по поречието на реките Уалфин (Hualfín) и Абаукан (Abaucán) през периода 1000 - 1450 г.
Белен се отличава от другите култури от керамично-селскостопанския период със своите керамични фигури на животни: змии, нанду и жаби. Изработват керамични урни с основа във формата на обърнат пресечен конус, цилиндрична шийка и две дръжки. Погребват мъртвите си в урни. Използват бронз за направа на топори и други сечива. Живеят в големи правоъгълни къщи с дебели стени.
Наследник на културата Белен става народът диагита.